# Спасское (Город Владимир)
Спасское — село в составе муниципального образования город Владимир Владимирской области России.

## География
Село расположено на левом берегу реки Содышка в 2 км на север от микрорайона Юрьевец города Владимира.

## История
Село Спасское принадлежит к древним поселениям Владимирского края. В 1504 году великий князь Иоанн Васильевич пожаловал несудимую грамоту монастырям и селам вотчины митрополита Симона. В числе митрополичьих сел упомянуто и Спасское. Впоследствии село Спасское числилось в числе дворцовых патриарших сел, а после состояло в ведении священного Синода. По упразднении церковных вотчин, крестьяне переименованы были в государственных. Название Спасского селом уже в первой грамоте указывает на то, что здесь была церковь, но сведения о церкви в этом селе имеются только с начала XVII столетия. В патриарших окладных книгах 1628 года значится «церковь Архистратига Михаила в патриаршей вотчине в селе Спасском…»
В 1679 году в селе Спасском была выстроена новая церковь во имя Николая чудотворца, и из казны патриаршей выданы были сюда безденежно сосуды церковные, оловянные, резные. В настоящее время в селе Спасском имеются два каменных храма, построенные в XVIII столетии, — теплый и холодный. Теплый построен в 1799 году на средства помещицы Языковой, холодный — в 1722 году на средства господина Лопухина. Каменная колокольня построена в 1859 году. Обе церкви выстроены во имя Архангела Михаила..
В конце XIX — начале XX века село входило в состав Богословской волости Владимирского уезда.
С 1929 года село являлось центром Спасского сельсовета Владимирского района, с 1965 года — в составе Пригородного сельсовета Суздальского района. В 2006 году село вошло в состав муниципального образования город Владимир.

## Население
| 1859 | 1897 | 1905 | 1926 | 2002 | 2010 | 2021 |
| ---- | ---- | ---- | ---- | ---- | ---- | ---- |
| 413  | ↗510 | ↗627 | ↘550 | ↘456 | ↘442 | ↗489 |

## Достопримечательности
В селе находится действующая Церковь Николая Чудотворца (1859).